# 筑紫野太宰府消防組合
筑紫野太宰府消防組合（ちくしのだざいふしょうぼうくみあい）は、福岡県の筑紫野市と太宰府市で構成された消防組合である。管轄区域は筑紫野市と太宰府市。

## 概要
- 消防本部：福岡県筑紫野市針摺西1-1-1
- 管内面積：117.36km2
- 職員定数：139人
- 消防署2か所、出張所2カ所
- 主力機械
  - 普通消防ポンプ自動車：2
  - 水槽付消防ポンプ自動車：1
  - はしご付消防自動車：1
  - 化学消防自動車：4
  - 高規格救急自動車：6（非常用含む）
  - 救助工作車：1
  - 人員輸送車：2
  - 水槽車：1
  - 指揮車：2

## 沿革
- 1966年10月　消防組織法に基づき消防本部政令指定を受け筑紫野町消防本部(定員22名)を設置発足。
- 1970年4月　筑紫野太宰府町消防組合を発足。
- 1972年4月　現在の筑紫野太宰府消防組合に名称変更。
- 2023年11月1日　福岡都市圏消防共同指令センター（福岡市消防局内）に通信指令業務を委託開始[1]。

## 組織
- 組合議会
- 執行機関
  - 管理者
  - 副管理者
  - 監査
  - 会計管理者
  - 消防本部－総務課、予防課、警防課、指令課
  - 消防署

## 消防署
| 消防署       | 住所                    | 出張所                  |
| ------------ | ----------------------- | ----------------------- |
| 筑紫野消防署 | 筑紫野市針摺西1-1-1     | 南：筑紫野市原田4-16-1  |
| 太宰府消防署 | 太宰府市観世音寺2-19-19 | 東：太宰府市五条1-18-12 |